# E.J. Thribb
E.J. Thribb is sinds 1972 een fictief dichter in het Britse satirische tijdschrift Private Eye, die er een vaste rubriek in heeft. De dichter is meestal 17½ jaar oud.
E.J. Thribb is het pseudoniem van Barry Fantoni; in elke editie van het tijdschrift levert hij een gelegenheidsgedicht voor de rubriek In memoriam, die gewoonlijk over recentelijk overleden bekende mensen gaat. Elk gedicht begint met het vers:
So, farewell then...
In de loop van het gedicht wordt doorgaans de catchphrase van de heengegane verwerkt, gevolgd door de gevleugelde woorden:
Yes. That was
your catchphrase.
Verder is een belangrijk leidmotief Thribbs vriend Keith, die vaak op een of andere manier met de betreurde overeenkomsten vertoont. In vroeger jaren figureerde eveneens Keiths moeder prominent in de gedichten, maar dit is schaarser geworden, met als gevolg dat bezorgde lezers zich afvragen of ze soms met haar gezondheid sukkelt.
Thribb ondertekent zijn poëmen steeds met zijn leeftijd erbij; soms varieert die echter, indien de gestorven persoon met een bepaald getal in verband kon worden gebracht.
De lyriek van E.J. Thribb werkt met stream of consciousness en bezit weinig tot geen prosodie, rijm, metrum, poëtische zeggingskracht of logica.